# República Socialista Soviética de Moldavia
La República Socialista Soviética de Moldavia, abreviado como RSS de Moldavia (en moldavo: Република Советикэ Сочиалистэ Молдовеняскэ, romanizado: Republica Sovietică Socialistă Moldovenească; en ruso: Молда́вская Сове́тская Социалисти́ческая Респу́блика), comúnmente referida como Moldavia Soviética, fue una de las quince repúblicas constituyentes de la antigua Unión Soviética, desde 1940 hasta 1990.

## Historia
Anteriormente, el 12 de octubre de 1924, la Unión Soviética organizó una RASS de Moldavia dentro de la RSS de Ucrania entre los ríos Dniéster y Prut, dando amplios derechos a la minoría rumana.
Con el Pacto Ribbentrop-Mólotov entre la Unión Soviética y el Tercer Reich alemán, los territorios de Rumanía al este del río Prut quedaron bajo poder soviético. El 2 de agosto de 1940, se crea la RSS de Moldavia entre los ríos Dniéster y Prut, separándose de la RSS de Ucrania dentro de la URSS.
Rumanía se alió con la Alemania nazi en el verano de 1941, y tomó parte en la invasión de la Unión Soviética, conocida como la operación Barbarroja, anexionándose Moldavia. Al acabar la Segunda Guerra Mundial, en 1945 la URSS había recuperado Moldavia y reorganizado la RSS de Moldavia.
La colectivización se implementó entre 1949 y 1950, aunque se hicieron intentos anteriores desde 1946. Durante este tiempo, ocurrió una hambruna a gran escala: algunas fuentes dan un mínimo de 115.000 campesinos que murieron  de hambruna y enfermedades relacionadas entre diciembre de 1946 y agosto de 1947. Para muchos historiadores, no hay evidencia de que haya sido provocado por la requisición soviética de grandes cantidades de productos agrícolas y dirigida hacia el grupo étnico más grande que vive en el campo, los moldavos.  Los factores que contribuyeron fueron la guerra reciente y la sequía de 1946.
El nombre oficial de Moldavia fue cambiado a República de Moldavia el 23 de mayo de 1991, y se proclamó independiente, tras el intento de golpe de Estado en la Unión Soviética, el 27 de agosto de 1991. Tras las intenciones iniciales de reunificarse con Rumania, estalló una guerra en la región de Transnistria en 1992, donde hay una importante minoría rusa.

## Política
Al igual que en las demás repúblicas de la Unión Soviética, Moldavia tenía un gobierno en el marco de una república socialista de partido único gobernada por la rama regional del Partido Comunista de la Unión Soviética conocida como Partido Comunista de la República Socialista Soviética de Moldavia, dirigida por un Primer Secretario, y que tenía una importante presencia en todos los órganos de gobierno, política y sociedad. El poder legislativo consistía en el Sóviet Supremo, el cual era el parlamento unicameral de la república encabezada por un presidente, y con sede en el edificio del Sóviet Supremo en Chisináu. El Presidente del Consejo de Ministros por otro lado dirigía al poder ejecutivo.

## Subdivisión administrativa
Hasta la Constitución de 1978 de la RSS de Moldavia (15 de abril de 1978), la república tenía cuatro ciudades directamente subordinadas al gobierno republicano: Chișinău, Bălți, Bender y Tiráspol. Por la nueva constitución, las siguientes ciudades fueron añadidas a esta categoría: Orhei, Rîbnița, Soroca y Ungheni. Las cuatro ciudades anteriores y las 40 raciones eran las unidades administrativas de primer nivel de la tierra.

## Economía

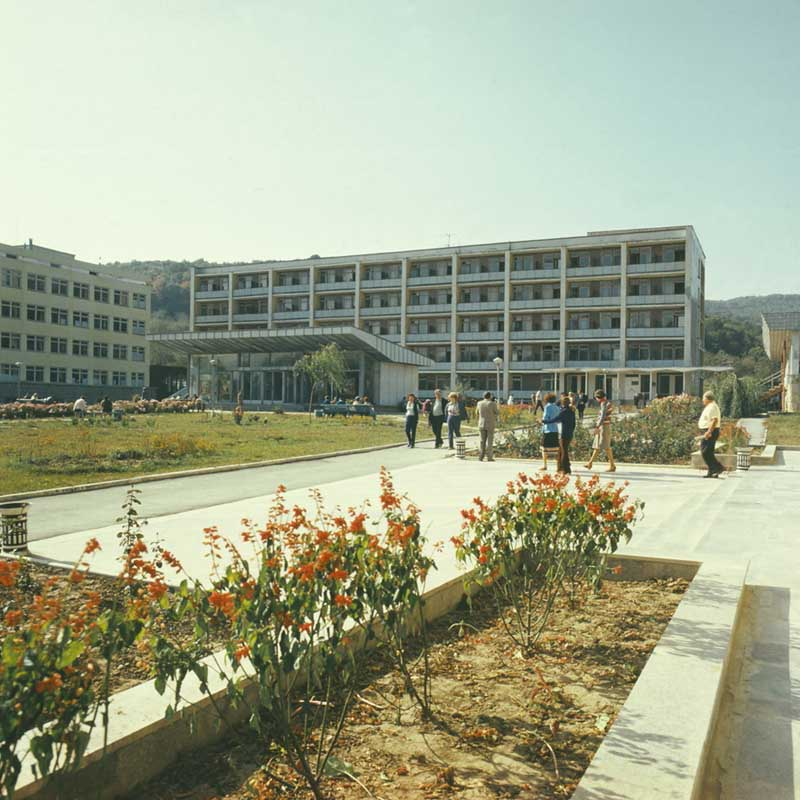
Hospital moldavo en 1980

Aunque fuera la república de la URSS más densamente poblada, la economía de la RSS de Moldavia se basaba principalmente en la producción agrícola, especialmente la producción frutícola. La única región de Moldavia con presencia destacable de industria era Transnistria, que en 1990 suponía el 40% del PIB moldavo y el 90% de la producción de electricidad.
Si bien poseía solo el 0,2% del territorio soviético, representaba el 10% de la producción de alimentos enlatados, el 4,2% de sus verduras, el 12,3% de sus frutas y el 8,2% de su producción de vino.
Al mismo tiempo, la mayor parte de la industria moldava se construyó en Transnistria. Si bien representaba aproximadamente el 15% de la población de la RSS de Moldavia, Transnistria era responsable del 40% de su PIB y del 90% de la producción de electricidad.
Las principales fábricas incluían la acería Rîbnița, Dubăsari y la central eléctrica de Moldavskaia y las fábricas cerca de Tiráspol, que producían refrigeradores, ropa y alcohol.

### Industria
Bajo el poder soviético, la industria de la energía eléctrica, la ingeniería mecánica, la industria ligera, la producción de materiales de construcción y la metalurgia fueron la base de la industria moldava. Pero la industria líder sería la alimenticia en donde se produciría en masa vinos, azúcar, harina, cereales y aceites. También la conservación de frutas y verduras como también sería muy popular e importante la industria de la perfumería como sus ingredientes como las rosas, la salvia, la menta y la lavanda. 
De las ramas de la ingeniería mecánica las más desarrolladas eran la eléctrica (con la producción de transformadores, motores, refrigeradores y lavadoras), la producción agrícola, la producción de tractores y la producción de materiales de construcción como la industria de vidrio y la carpintería.
También tendría importancia la industria química en la producción de barnices, pintura y caucho. La industria ligera era la más importante para la población moldava en la producción de bienes de consumo como alfombras y tapetes, calzado de cuero y prendas de vestir.

### Transporte

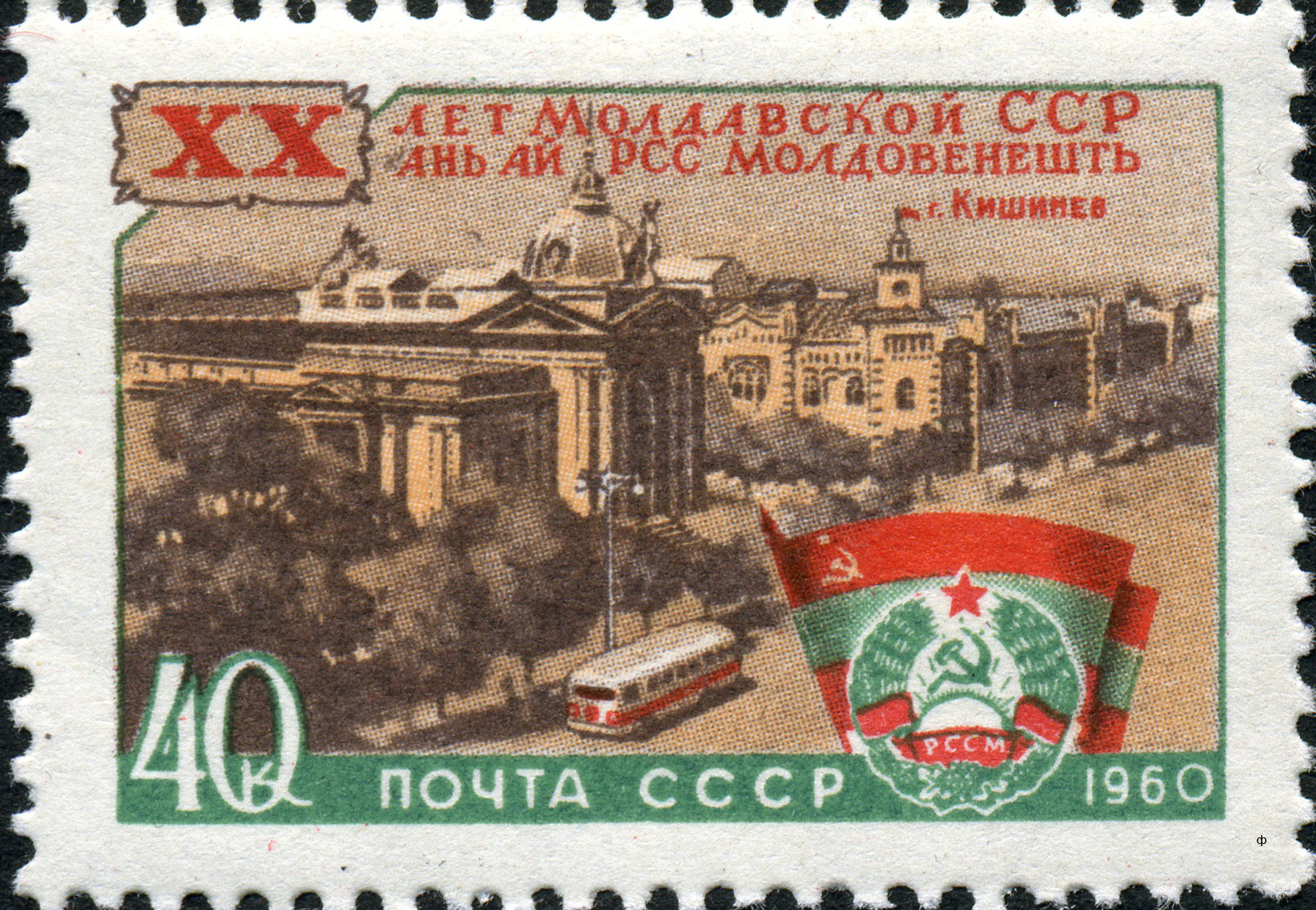
Sello soviético de la República Socialista Soviética de Moldavia

Los principales medios de transportes de la Moldavia soviética eran el ferrocarril, la carretera y el autobús. Para 1986 había más 1,15 mil ferrocarriles y 10,1 mil km de autopistas en toda la república. En navegación marítima las principales rutas eran en el río Dniéster y el río Prut.

### Agricultura

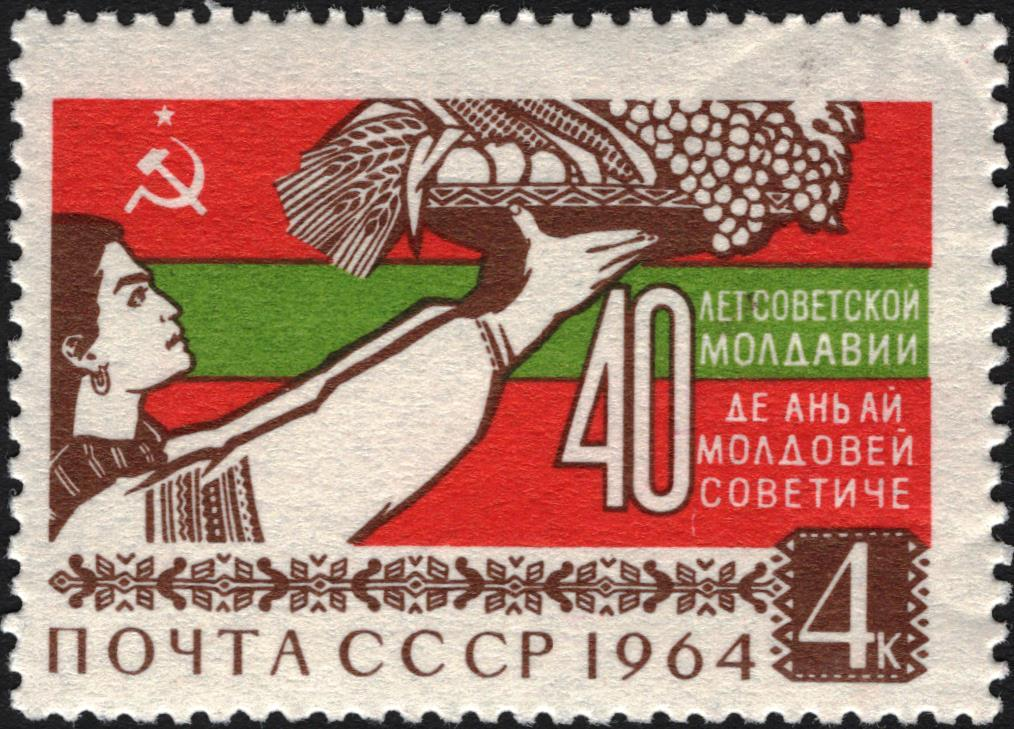
Sello soviético de 1964 celebrando el 40 aniversario de la RSS de Moldavia.

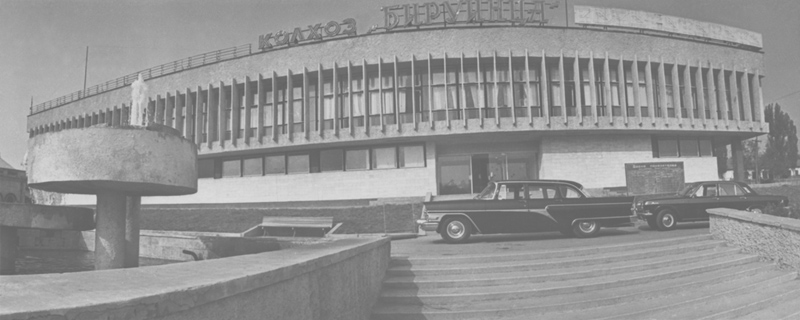
Granja colectiva en Cojușna.

En 1987, había 489 granjas estatales y 372 granjas colectivas. El área de producción de vino de fruta era de 205 mil hectáreas, la plantación de frutas y bayas es de 208 mil hectáreas. La superficie sembrada de cereales (trigo, maíz y cebada) es de 707 mil hectáreas (1986), la cosecha bruta de cereales es de 2044 mil toneladas.
Las ramas más importantes de la agricultura moldava son la viticultura y la fruticultura. La cosecha bruta de uvas, frutas y bayas en 1986 fue más de 1222 mil toneladas y en el cultivo de girasoles, remolacha azucarera, tabaco y aceite vegetal sería de 1202 mil toneladas.
En la ganadería estaba centrada en los lácteos y cárnicos, para 1987 se produjo más de 1,2 millones en carne de bovino, 0,4 millones de carne de vaca, 1,9 millones de carne de cerdo y 1,2 millones de carne de ovinos y caprinos.

## Cultura

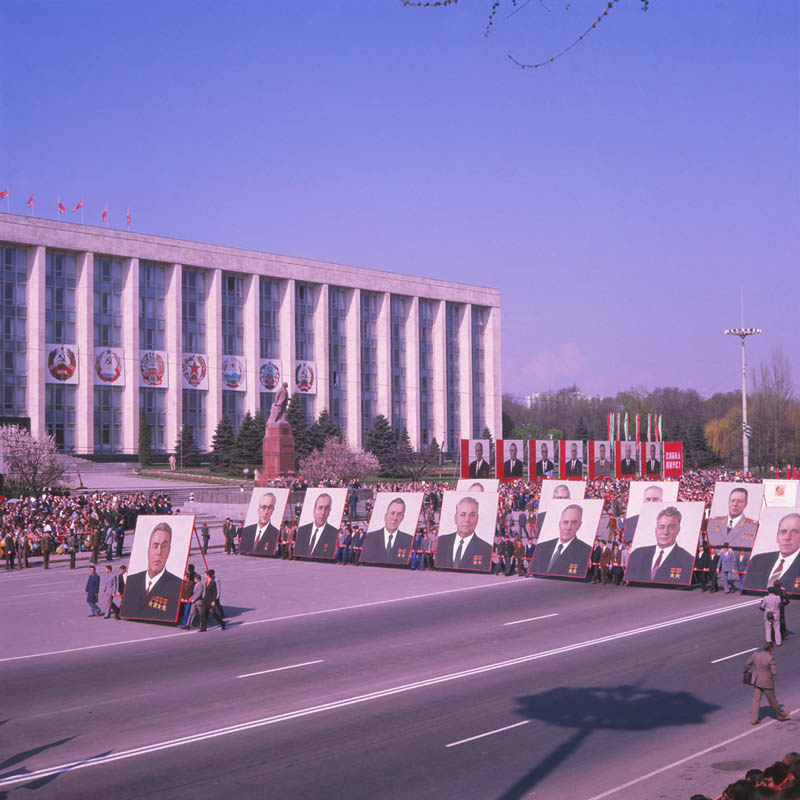
Desfile del 1 de mayo en la Plaza de la Victoria, 1971

A principios de la década de 1950, el gobierno abandonó gradualmente el estándar lingüístico basado en el discurso central de Besarabia, establecido como oficial durante la RSSA de Moldavia, a favor del estándar rumano. Por lo tanto, Mihai Eminescu y Vasile Alecsandri fueron nuevamente permitidos, y el lenguaje escrito estándar se convirtió en el mismo que el rumano, excepto que estaba escrito con Escritura cirílica.
Se restringió el acceso a autores rumanos nacidos fuera del Principado de Moldavia medieval, al igual que obras de autores como Eminescu, Mihail Kogălniceanu, Bogdan Petriceicu Hasdeu, Constantin Stere que promovió un sentimiento nacional rumano.  Los contactos con Rumania no se cortaron y, después de 1956, a las personas se les permitió visitar o recibir familiares en Rumania. La prensa rumana se volvió accesible y los programas de radio y televisión rumanos transfronterizos se pudieron recibir fácilmente. Sin embargo, la frontera rumana-soviética a lo largo del río Prut, que separa Besarabia de Rumania, se cerró para el público en general.
Un gran número de ucranianos y rusos crearon tras la Segunda Guerra Mundial una minoría rusohablante del 13% en Moldavia.
El poco nacionalismo que existía en la élite moldava se manifestó en poemas y artículos en revistas literarias, antes de que sus autores fueran purgados en campañas contra los "sentimientos antisoviéticos" y el "nacionalismo local" organizado por Bodiul y Grossu.
La postura oficial del gobierno soviético era que la cultura moldava era distinta de la cultura rumana, pero tenían una política más coherente que la anterior de la RSSA moldava. No hubo más intentos de crear un idioma moldavo que fuera diferente del idioma rumano, y se aceptó el rumano literario escrito con el alfabeto cirílico como estándar lingüístico para Moldavia. La única diferencia estaba en algunos términos técnicos tomados del ruso.
Se animó a los moldavos a adoptar el idioma ruso, que se requería para cualquier trabajo de liderazgo (el ruso estaba destinado a ser el idioma de comunicación interétnica en la Unión Soviética). En los primeros años, los puestos políticos y académicos se otorgaron a miembros de grupos étnicos no moldavos (solo el 14% de los líderes políticos de la República Socialista Soviética de Moldavia eran de etnia moldava en 1946), aunque esto cambió gradualmente con el paso del tiempo.
Los críticos literarios destacaron la influencia rusa en la literatura moldava e ignoraron las partes compartidas con la literatura rumana.[cita requerida]

## Demografía
La población de la RSS de Moldavia en 1989 estaba compuesta por las siguientes etnias:
- Moldavos 64.5%
- Ucranianos 13.8%
- Rusos 13.0%
- judíos 1.5%
- Búlgaros 2.0%
- Otros (incluida la etnia túrquica Gagauz) 5.2%

Durante la era soviética, la población de Moldavia creció a un ritmo más rápido que el promedio de la URSS.

## Legado
La extendida nostalgia por la Unión Soviética influye en la elección electoral en la República de Moldavia. Según una encuesta de 2017 realizada por el Centro de Investigación Pew, la nostalgia por la URSS es común con el 70% de los moldavos que afirman que la disolución de la Unión Soviética en 1991 fue un error para su país. En la región de Gagaúzia, la calle principal de Etulia lleva el nombre de Vladímir Lenin mientras que una estatua de Karl Marx aún se conserva frente al ayuntamiento.